# آشپزی سیستانی
آشپزی سیستانی سبک و شیوهٔ آشپزی در سیستان و در میان قوم سیستانی است. گرچه در طی قرن‌ها، آشپزی سیستانی تحت تأثیر غذاهای فرهنگ‌های گوناگون بوده است ولی با این وجود همچنان در نوع خود خاص و متنوع است. خیلی از غذاهای فرهنگ‌های همسایه مردم سیستان نیز از آشپزی سیستانی تأثیر گرفته است.

### تاریخچه
تاریخ روش آشپزی سیستانی مانند تاریخ مردم سیستان بسیار قدیمی می‌باشد. روش آشپزی سیستانی به لحاظ ریشه‌های تاریخی و منحصر به فرد بودنش از سایرین متفاوت است.
خوراکی‌های سیستانی به مزه و کیفیت خود در جهان شهرت یافته است. روش آشپزی سیستانی بنا بر طرز تهیه و ذائقه، همچنین به خاطر ادویجات و چاشنی‌های خوش‌مزه خود با روش آشپزی شرق قرابت دارد.

## غذاها

### کشک زرد سیستانی
یکی از محبوب‌ترین غذاهای منطقه سیستان کشک زرد است که هیچ شباهتی به دیگر کشک‌ها ندارد. کشک زرد که با عنوان کشک سیستانی نیز شناخته می‌شود نوعی فراورده لبنی - غله‌ای ست و شکل پودری و زردرنگ دارد. کشک زرد از ترکیب ادویه، زردچوبه و گندم بلغور شده به دست می‌آید، به طوری که این مواد را به مدت یک هفته تا ۱۰ روز در کیسه‌ای نخی می‌گذارند، سپس آن را درآورده و پس از ورز دادن، پودر و به عنوان یک غذای مقوی میل می‌کنند. سیستانی‌ها کشک زرد را با روغن تفت می‌دهند و سپس به آن آب اضافه می‌کنند تا شکلی سوپ مانند به خود بگیرد؛ در نهایت در آن نان تیلیت کرده و نوش جان می‌کنند. به‌طور کلی باید توضیح دهیم که نحوه آماده‌سازی این غذا به سوپ نیمه آماده شباهت دارد و از آن جایی که سرعت درست کردن آن بسیار بالاست، می‌توان به راحتی در هر زمانی از روز آن را نوش جان کرد.

### اوجیزک سیستانی
اوجیزک در سیستان به نوعی آبگوشت تلقی می‌شود با این تفاوت که در آن از گوشت استفاده نمی‌شود و برای افراد دارای رژیم گیاهخواری، گزینه خوبی محسوب می‌شود.
اوجیزک یک غذای بسیار آسان و راحت است که اصالت آن به سیستان برمی گردد. اگرچه امروزه این غذا در نقاط دیگر ایران نیز پخت می‌شود.

### دوغ برک
دوغ برک یکی از غذاهای ساده سیستان است که با دوغ محلی سیستان طبخ می‌شود.
این غذا که درزنک نیز نام دارد با موادی نظیر آرد، روغن، نمک، ادویه و دوغ تهیه می‌شود. طرز تهیه این غذا به شیوه‌ای‌ست که آرد را در روغن سرخ می‌کنند و سپس دوغ را به آن می‌افزایند. این غذا را باید تا قبل از جوشیدن هم زد تا مواد یک‌دست بماند و به قول سیستانی‌ها پچ نشود.

### دوغ پای
دوغ در فرهنگ غذایی سیستان جایگاه ویژه‌ای دارد. وقتی مهمان مردم محلی شوید به احتمال زیاد با دوغ از شما پذیرایی خواهند کرد، از این رو غذاهای متنوعی با استفاده از این نوشیدنی اصیل ایرانی در سیستان تهیه می‌شود.
غذای مقوی سیستانی خورش دوغ پای یا قیمه سیستانی نام دارد؛ این غذا در واقع نوعی خورشت است که از محصولات دامی به دست می‌آید. گوشت گوساله(گاو سیستانی)، دوغ محلی، لپه، پیاز، روغن، ادویه‌جات و زعفران از مواد اصلی این غذا هستند. دوغ پا معمولاً با برنج سرو می‌شود.

### آبگوشت سیستانی
آبگوشت سیستانی یکی از آبگوشت‌های معروف و لذیذ ایران است. این آبگوشت تفاوت چندانی با دیگر آبگوشت‌های کشورمان ندارد و پیاز، گوشت، لپه، سیب زمینی و گوجه‌فرنگی مواد اولیه آن را تشکیل می‌دهد. تنها تفاوت اصلی این غذا در ادویه‌ای‌ست که در آن به کار می‌رود، یعنی آچار که همان ادویه سنتی منطقه سیستان است و بسیاری از مردم این خطه از آن استفاده می‌کنند. و همچنین نوع گوشت و دام خاص این منطقه به ویژه گاو سیستانی که گوشتی لذیذ و بسیار خوشمزه دارد.

### املت سوزی
املتِ سوزی یکی از غذاهای خوشمزه و سنتی منطقه سیستان و است که با استفاده از گیاهِ سوزی که گیاهی وحشی در منطقه سیستان است طبخ می‌شود. پیاز، سیب‌زمینی، تخم‌مرغ، سیر، نمک، فلفل و روغن هم از دیگر موادی هستند که در تهیه این غذا به کار می‌روند. البته باید اشاره کنیم به جای سوزی می‌توان از اسفناج هم در پخت این غذا استفاده کرد.

### کدو پلو سیستانی
کدو پلو یکی از غذاهای خوشمزه منطقه سیستان است. البته کدو پلو بر دو نوع است یکی کدو پلو مازندرانی و دیگری کدو پلو سیستانی ست.
کدو پلو سیستانی با کدو سبز تهیه می‌شود و با مدل شمالی آن متفاوت است.

### مرغ و اسفناج سیستانی
این خورش خوشمزه یکی از غذاهای سیستان هست که امروزه درحال فراموش شدن است.
در تهیه این خورش از سوزی سیستان (اسفناج) و مرغ سیستانی و انواع ادویه و چاشنی‌ها استفاده می‌شود.

### آرد دستمال سیستانی
آرد دستمال یا آرد بریو یکی از غذاهای سنتی سیستان است. طرز پخت این غذا بسیار شبیه به دوغ برک هست با این تفاوت که در این غذا جای دوغ از آب استفاده می‌شود.

### پَلو
از گندمی که هنوز سبز است ودر داخل دانه، شیر دیده می‌شود، دسته‌هایی به شکل خاصی درست می‌کنند که اصطلاحاً چَلگی می‌گویند و بعد آن را روی آتش برافروخته می‌چرخانند تا پخته شود و شیر داخل گندم سفت و پخته شود و سپس روی پارچه زبر و خشنی مانند :(جوال مویی، گونی و…)می‌مالند تا دانه از پوسته جدا شود، دانه‌های جدا شده نرم وگرم و سبز رنگ هستند با کمک نمک یا آب نمک که روی آن پاشیده می‌شود تناول می‌نمایند که بسیار خوشمزه و مقوی است و به آن پلو می‌گویند.

### مَدَل یا مَدَلی
کره (مَسکه) را که با دوغ همراه می‌باشد در ظرفی حرارت می‌دادند تا دوغ از روغن جدا شود وسپس مقداری آرد به آن اضافه می‌کردند، تا دوغ و آرد ته نشین شود آنگاه، روغن را جدا کرده و دوغ مخلوط شده و باقیمانده را با نان مصرف می‌نمایند.

### کشک یا غلور ترش
مردم سیستان برای تهیه این خوراک ابتدا گندم را جوش می‌دهند و بعد آن را خشک کرده و آرد می‌کنند سپس این آرد را همراه با ماست یا دوغ خمیر می‌کنند و زردچوبه بر آن می‌افزایند و آن را در مشک یا ظرفی سربسته قرار می‌دهند و چند شبانه روز نگاه می‌دارند تا تخمیر و ترش کند. سپس آن را از مشک یا ظرف بیرون می‌آورند و برروی پارچه ای هموار می‌کنند تا خشک شود بعد از خشک شدن آن را با کف دست بهم می‌مالند تا دوباره به‌شکل آرد دانه دار و درشت در آید بعد آن را در کیسه یا ظرفی (که از کدوهای آبی دهن گشاد درست شده است) می‌گذارند و در زمستان از طرف صبح با روغن دنبه گوسفند و جزغاله می‌پزند و می‌خورند. هنگام پختن و ریختن در دیگ باید با کفگیر هم زده شود تا بهم نچسبد و تا زمان قوام گرفتن باید این عمل تکرار شود. هنگامی که آب و روغن و آچار و کشک به‌صورت یک سوپ غلیظ درآمد، کشک آماده برای خوردن است.

### گورگی
گندم را «غلور» (درشت تر از آرد) می‌کنند و بعد با شیر مخلوط کرده می‌جوشانند تا پخته شود. سپس آن را در ظرفی بزرگ که در گویش سیستانی به آن «تغار» گویند، می‌ریزند و روی آن را با پارچه پاکی می‌پوشانند و یک شب می‌گذارند تا قدری تخمیر کند صبح آن را تکه‌تکه بر روی پارچه ای می‌چینند و می‌گذارند تا خشک شود بعد آن را ذخیره می‌کنند و در زمستان یا هروقت میل خانواده، شد مقداری از آن را مثل برنج دم می‌کنند و صرف می‌نمایند. غلور کور گی
نوعی خو راکی است که از خمیر کردن گندم نورس در شیر تهیه می‌شود و به‌طور هوسانه آن را در زمستان چون برنج می‌پزند و مصرف می‌کنند.

### گندم شیر
این خوراک با شیر درست می‌شود. به اینگونه که ابتدا گندم را با شیر جوش می‌دهند و بعد خشک می‌کنند و وقتی بخواهند صرف کنند آن را در آسیای دستی غلور کرده با خرما دم می‌کنند یا با برنج مخلوط کرده طبخ و میل می‌کنند.

### سبزک یا سوزک
گندم سبز را در خوشه‌های که هنوز نخشکیده دسته می‌بندند و روی آتش گرفته بریان (پلو-بلال) می‌کنند. سپس این گندم به‌دست آمده را در شیرتر می‌کنند و می‌گذارند تا خشک شود بتدریج آن را مثل برنج دم می‌کنند و می‌خورند.

### لیتی
نوعی خوراک در سیستان است و طرز تهیه آن بدین صورت است که آرد را به همراه ادویه‌های مختلف همچون: زردچوبه، فلفل و مرچ و نمک و… در روغن برشته می‌کنند. و سپس به آن آب اضافه می‌کنند و جوش می‌دهند تا به‌صورت سوپ غلیظ درآید و آن را صرف می‌کنند.

### کباب تنوری
کباب تنوری (کباب تندوری) درمیان مردم سیستان یکی از مرسوم‌ترین خوراک‌ها است.
طرز تهیه آن به این صورت است که پس از ذبح گوسفند آن را یا به صورت کامل یا به صورت تکه‌تکه شدن به سیخ‌های چوب درخت گز می‌زنند و سپس آن را با استفاده از ادویه‌های مخصوص درون تنور قرار داده و در تنور را می‌بینند و پس از آماده شدن آن را صرف می‌کنند.

### ماهی تنوری
در سیستان، ماهی به دلیل وجود دریاچه هامون جزو خوراک مرسوم مردم سیستان است.
در تهیه این خوراک بیشتر از ماهی انجک استفاده می‌شود.
طرز تهیه ماهی تنوری بدین ترتیب است که ابتدا شکم ماهی را خالی و پاکی کنند و خمچه‌های چوب گز را به عرض قامت ماهی از میان گوشت می‌گذرانند و یک خمچه بلندتر را از دم ماهی تا سر ماهی درمیان گوشت ماهی فرو می‌برند و برسطح شکم ماهی ادویه می‌زنند و سپس آن را به داخل تنور پر از آتش قرار می‌دهند تا آماده و پخته شود.

## آش‌ها
- آش محلی سیستان
- آش رشته
- حلیم سیستانی (غلور)

## شیرینی‌ها

### کلوچه سیستانی
کلوچه سیستانی یکی از شیرینی‌های محبوب مردم سیستان بوده، این شیرینی در گذشته معمولاً برای عید نوروز تهیه می‌شده، اما در حال حاضر در همه زمان‌ها مورد استفاده قرار می‌گیرد. کلوچه سیستانی در دو نوع خرمایی و ساده پخت می‌شود.

### تجگی سیستانی
تجگی شیرینی و خوراک دلچسبی در سیستان است که از شیرینی جوانه گندم، آرد، روغن و آب تهیه می‌شود.

تجگی سیستان

شباهت کوچکی به سمنو فقط در استفاده از جوانه گندم است در حالی که دستور پخت کاملاً متفاوتی دارند. در حقیقت ظاهر و حتی طعم تجگی شباهتی به سمنو ندارد، اما چون از همان مواد اولیه در تهیه این خوراکی سیستانی استفاده می‌شود، برخی به آن نام، سمنوی جنوبی را داده‌اند.

### لَندو
لندو سیستانی یکی از خوراک یا شیرینی‌های سنتی سیستان است. لندو در سیستان به عنوان میان‌وعده استفاده می‌شود به این دلیل نیز آن را نوعی خوراک به حساب می‌آورند. لندو همچنین به‌عنوان نوعی شیرینی هم برای میهمانان سیستانی به حساب می‌آید.

## نان‌ها

### نان تافتون سیستانی
نان تافتون سیستان جایگاه خاصی دارد و سفره بسیاری از مردم این خطه به آن مزین است.
زنان سیستانی به کیفیت نان و زیباسازی ظاهر آن با ایجاد نقوش و آب زنی اهمیت خاص می‌دهند و برای پخت این نان قطور و سنگین از تنورهای خاصی استفاده می‌شود که علاوه بر تحمل وزن سنگین چانه خمیر از ریزش خمیر در تنور، جلوگیری می‌کند، این تنور مختص این منطقه است و برای ساخت آن از خشت خام، نمک، گل زنی و پخت تنور استفاده می‌شود و پخت این نان نیاز به مهارت خاصی دارد. این نوع نان به دلیل ماندگاری، عطر و طعم ویژه حتی به عنوان سوغات به دیگر استان‌ها و کشورها فرستاده می‌شود.

### چلبک سیستانی
یکی از نان‌های سنتی سیستان چلبک نام دارد که به قدری طعم بی نظیر و خوش‌مزه ای دارد که زبان زد خاص و عام است.
مواد تشکیل دهنده این نان خوشمزه شامل نمک، شکر، روغن و آرد، آب ولرم، ماست، نمک و خمیر مایه می‌باشد.

### قلیفی سیستان
قلیفی چیزی بین شیرینی و نان‌های محلی سیستان است. برای تهیه این خوراک، خمیر را خوب ورز داده و به عمل می‌آورند، سپس کمی از آن را جدا کرده و مقداری خرمای سرخ شده را درونش می‌گذارند و لوله‌اش می‌کنند. در آخر هم این خمیرها را در فر چیده و همراه با کمی تزیین می‌پزند.

### نان کهر
نان مخصوصی است که از آرد گندم شسته شده تهیه می‌شود. گندم را بعد از شست
وشوی هموار می‌کنند تا خشک شود و سپس آن را آرد می‌کنند و بعد آرد را از تکه ململ صاف می‌کشند، سپس این آرد را خمیر می‌کنند و با روغن و زیره و ادویه خوشبوی در دیگ مسی ایکه به آن "غلیف می‌گویند قرار می‌دهند و بعد آن را در کوره آتش گداخته می‌گذارند و می‌پزند.

### کماج سیستانی
نان وری یا کماج سیستانی یکی از انواع نان‌های سنتی سیستان و نوعی کماج است که توسط مردم سیستانی و در سیستان پخت می‌شود.

### بورک
نوعی خوراکی محلی سیستان است. این خوراکی به صورت نان ضخیم مثلثی شکل بوده که داخل آن به وسیله گیاهی محلی و خودرو به نام سوزی (sozi) که در سیستان می‌روید پر می‌شود.

## ادویه‌ها

### ادویه آچار
آچار از ادویه‌های سنتی و قدیمی منطقه سیستان است که بخش مهمی از رژیم غذایی مردمان این سرزمین را تشکیل می‌دهد. این ادویه محلی از ترکیب گندم، پیاز، تخم گشنیز، زیره و… تهیه و به‌شکل استوانه‌ای قطور درست می‌شود. مراحل آماده‌سازی این ادویه معمولاً در فصل تابستان صورت می‌گیرد. ادویه آچار در تهیه بسیاری از غذاهای سنتی به کار می‌رود و طعم مطبوعی به آن‌ها می‌دهد.

## چاشت‌ها، میان‌وعده‌ها و دسرها

### چولی
مردم سیستان از گوشت خربزه و هندوانه رسیده دسری به نام چَولی درست می‌کنند. بدین ترتیب که خربزه یا هندوانه رسیده را قاچ می‌کنند و بعد هسته‌های آن را از گوشت آن جدا می‌کنند و سپس روی پارچه‌ای تمیز گذاشته و در آفتاب قرار می‌دهند تا خشک شود، سپس آن را روی هم انباشته در کیسه‌های بزرگ نگه می‌دارند و در زمستان که فصل خربزه و هندوانه تمام شده است، به عنوان دسر بعد از صرف غذا میل می‌کنند.